# Симфонический оркестр имени Симона Боливара
Симфонический оркестр имени Симона Боливара (исп. Orquesta Sinfónica Simón Bolívar) — венесуэльский симфонический оркестр. Как и многое в Венесуэле, назван в честь Симона Боливара.
Создан в 1978 году Хосе Антонио Абреу в ходе организации венесуэльской системы музыкального образования (El Sistema), которая к настоящему времени включает около 200 юношеских и молодёжных оркестров по всей Венесуэле, в качестве головного национального молодёжного оркестра (исп. Sinfónica de la Juventud Venezolana Simón Bolívar). На протяжении начального периода работы оркестра Абреу руководил им сам, широко приглашая к сотрудничеству различных дирижёров; затем в 1991—1998 годах художественное руководство коллективом разделял с Абреу видный венесуэльский дирижёр Альфредо Рухелес.
Период наибольшего расцвета оркестра связан с назначением его музыкальным руководителем в 1999 году 18-летнего Густаво Дудамеля: уже в 2000 году оркестр с Дудамелем во главе осуществил успешную гастрольную поездку по Германии, затем гастролировал в США, а в 2007 году с блеском выступил в рамках знаменитого лондонского концертного цикла БиБиСи-Промс, исполнив Десятую симфонию Шостаковича, Симфонические танцы из «Вестсайдской истории» Леонарда Бернстайна и произведения латиноамериканских композиторов. Как отмечал рецензент, по окончании концерта «публика приветствовала музыкантов с пылом, обычно приберегаемым для рок-фестивалей» — и это неудивительно, поскольку «самым поразительным свойством этого концерта была безудержная радость, излучаемая не одним Дудамелем, но каждым музыкантом; возникало ощущение, что на сцене праздничная вечеринка, и публике просто посчастливилось случайно на ней оказаться». Характеризуя венесуэльскую систему музыкального образования как лучший пример для Великобритании, Джулиан Ллойд Уэббер писал позднее об этом концерте:

Год назад, в августе, <…> Молодёжный оркестр Симона Боливара приехал из Венесуэлы, чтобы дать на Эдинбургском фестивале и на лондонских Промс концерты, которые были, попросту говоря, чудом. В один миг они вдребезги разбили миф о том, что классическая музыка адресована элите и принадлежит белому среднему классу. <…> Здесь, у нас на пороге, дети рабочих кварталов (и эти кварталы победне́е наших) играли Шостаковича так, как мы никогда не слышали прежде. Внезапно, как нельзя дальше от всякого элитизма, игра в оркестре стала выглядеть заманчивой до сексуальности, и мысль о музыке как возможном катализаторе социальных сдвигов получила шанс укорениться.

Под управлением Дудамеля оркестр записал Пятую симфонию Малера и Пятую и Седьмую симфонии Бетховена. Помимо Дуюдамеля, Молодёжным оркестром Венесуэлы дирижировали в недавнем прошлом Саймон Рэттл, Эдуардо Мата, Зубин Мета, Клаудио Аббадо.
К 2010 году средний возраст музыкантов оркестра превысил 24 года, в связи с чем оркестр перестал именоваться Молодёжным, — а место ведущего молодёжного коллектива в Системе занял Молодёжный оркестр имени Тересы Карреньо.